# Zespół budynków mieszkalno-usługowych przy ulicy marsz. Józefa Piłsudskiego 2-10 we Wrocławiu

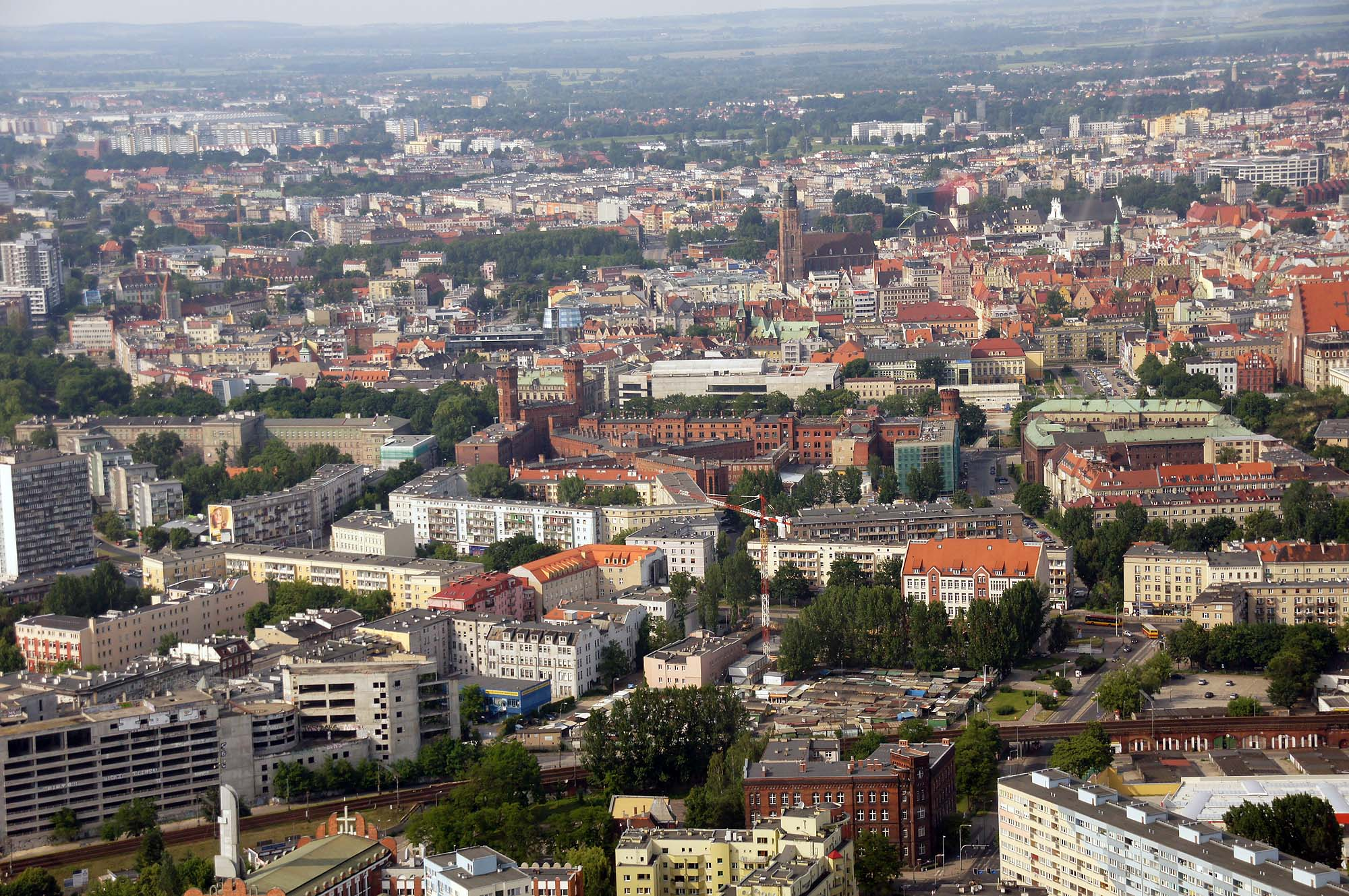
Przedmieście Świdnickie – budynki przy lewej krawędzi na środku wysokości zdjęcia

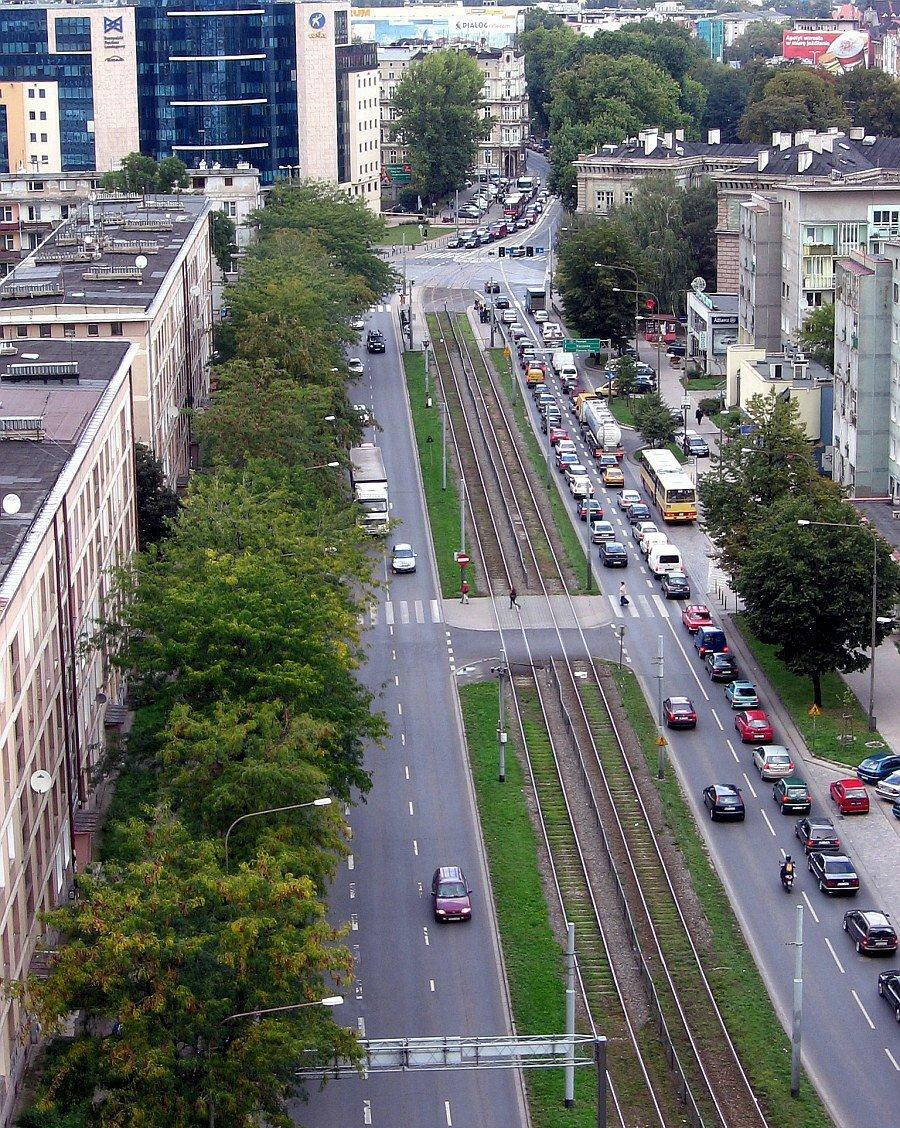
Ul. marsz. J. Piłsudskiego – budynki po prawej

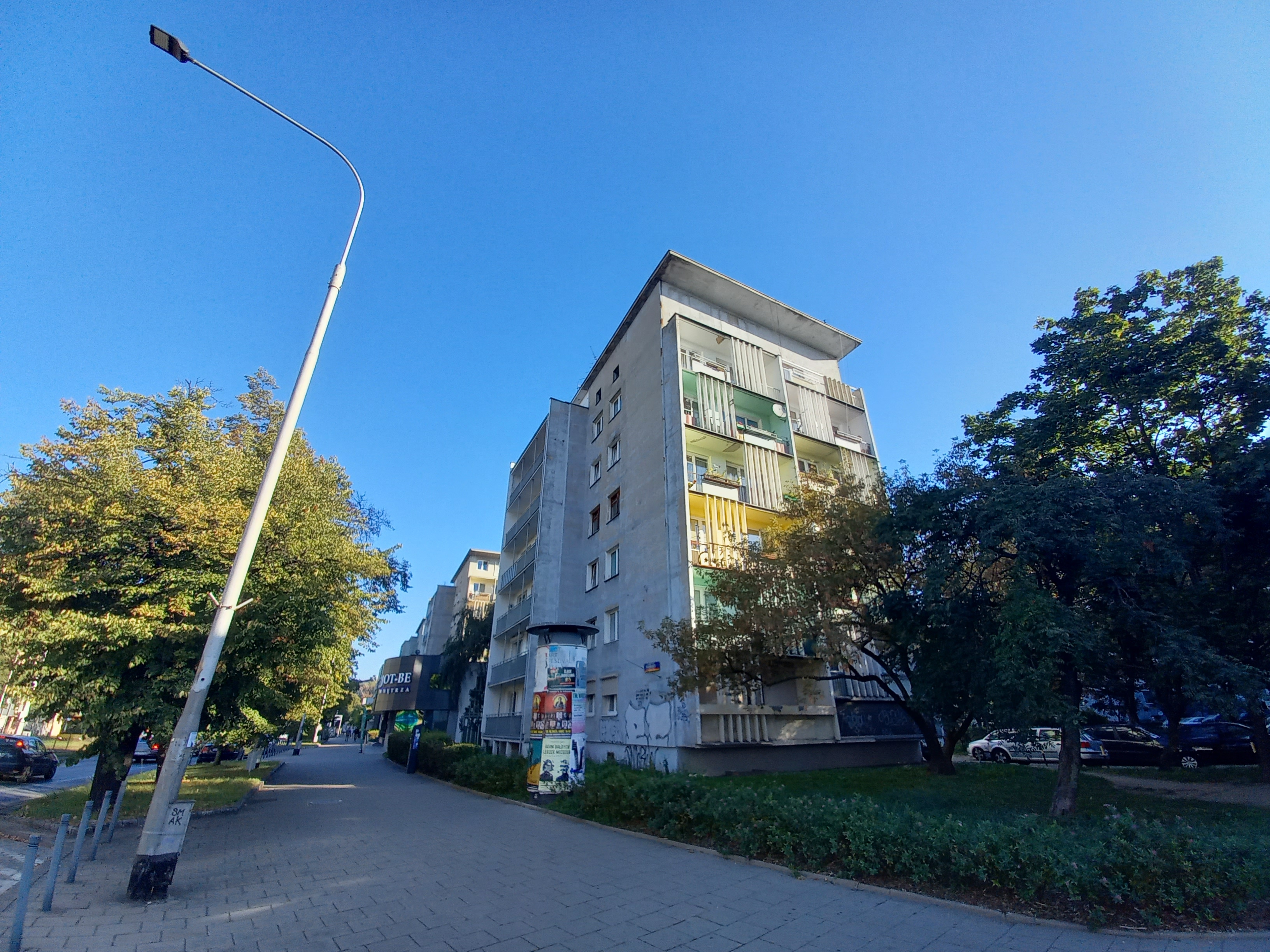
Budynek pod nrem 10 i następne

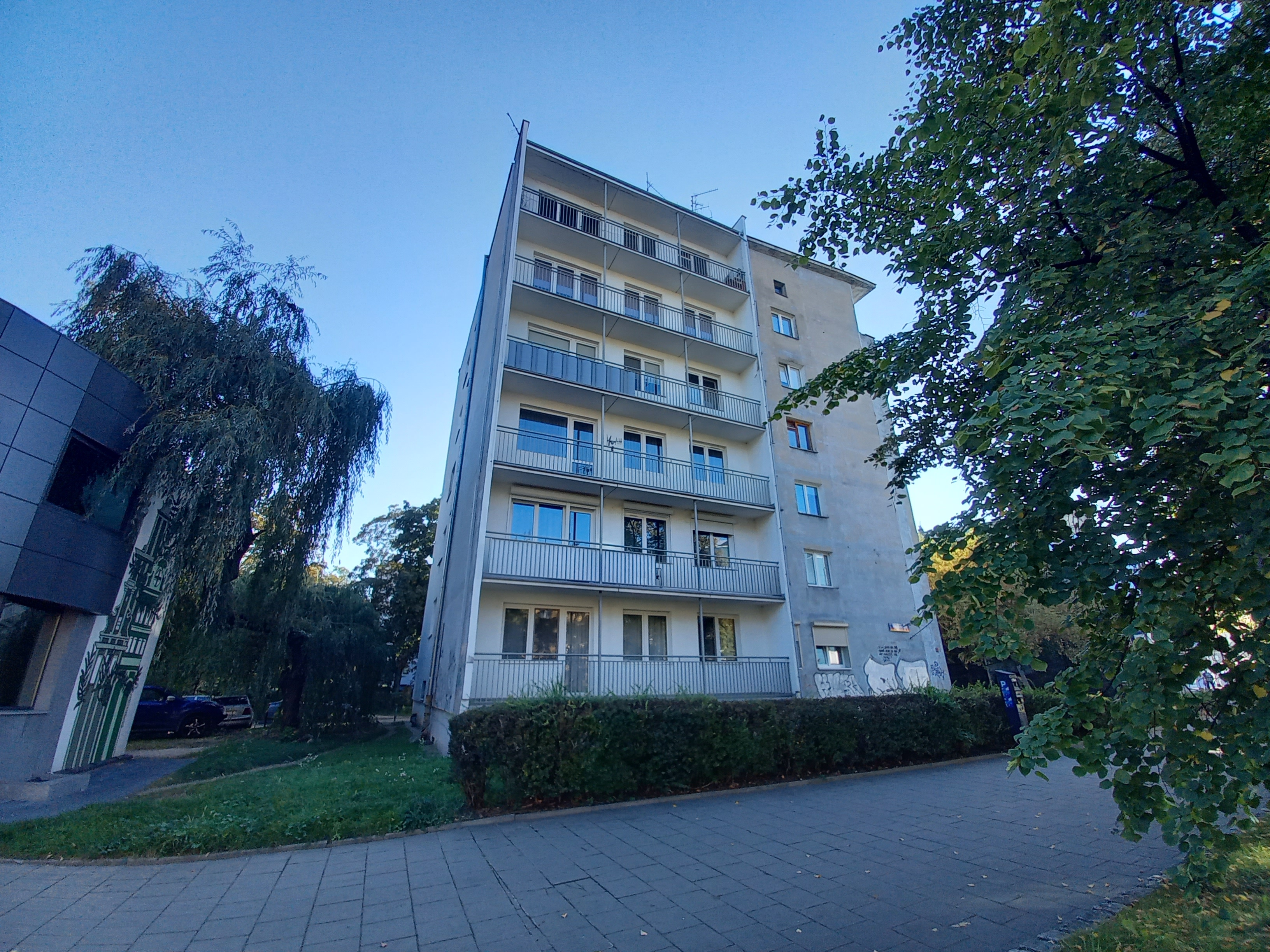
Budynek pod nrem10 po remoncie balkonów

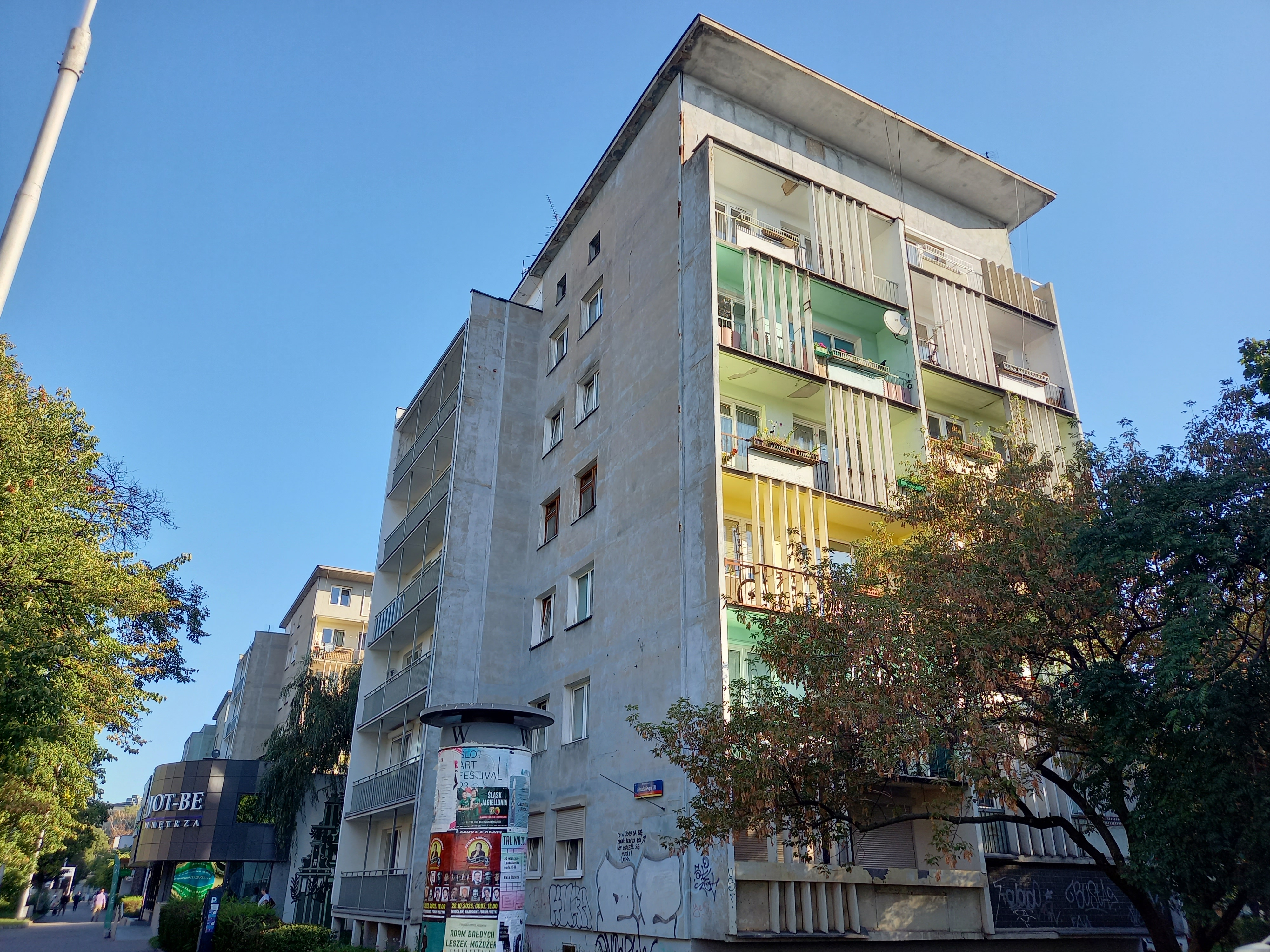
Budynek pod nrem 10, zachowane żebrowania

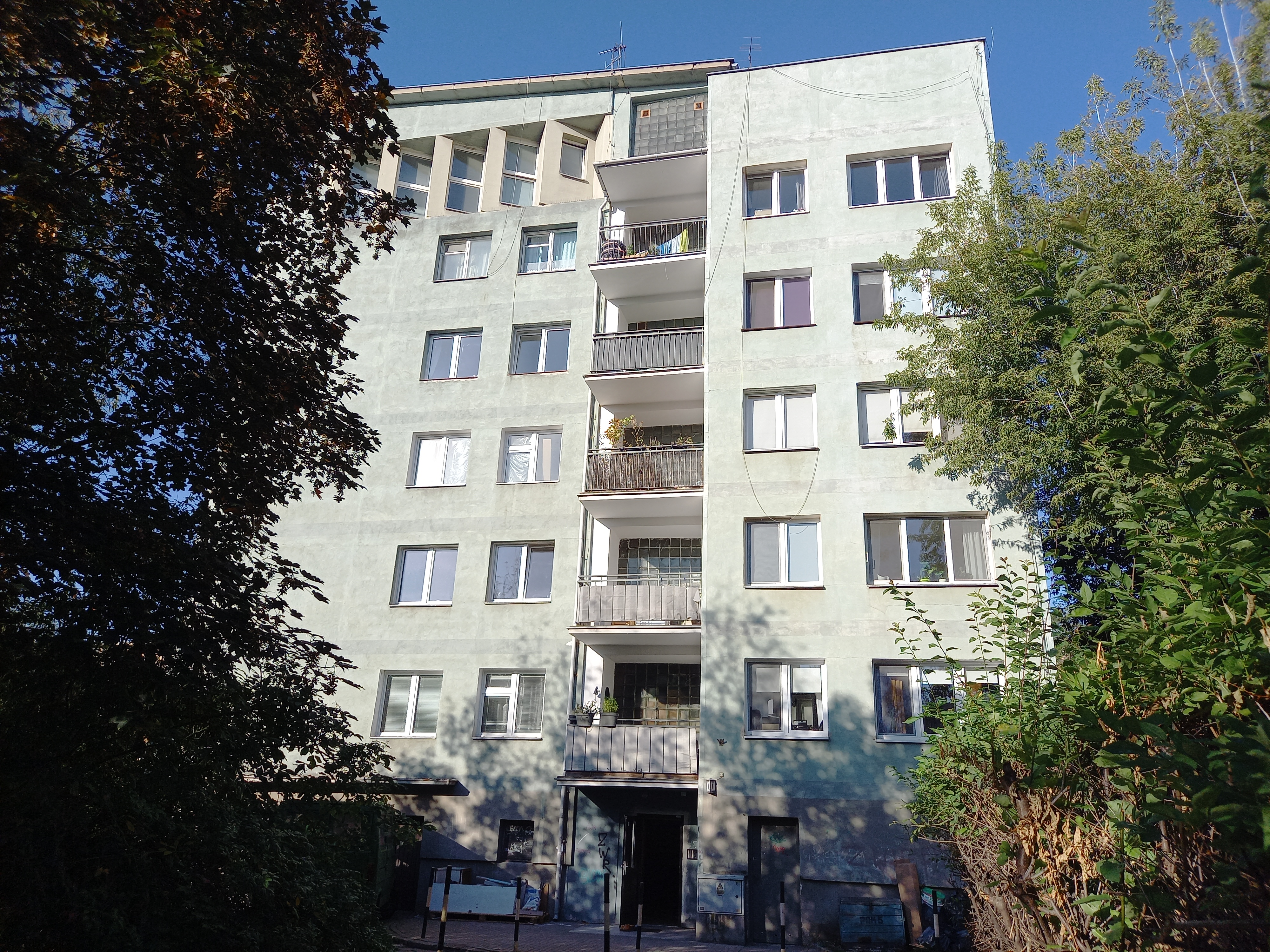
Budynek pod nrem 6, elewacja wschodnia

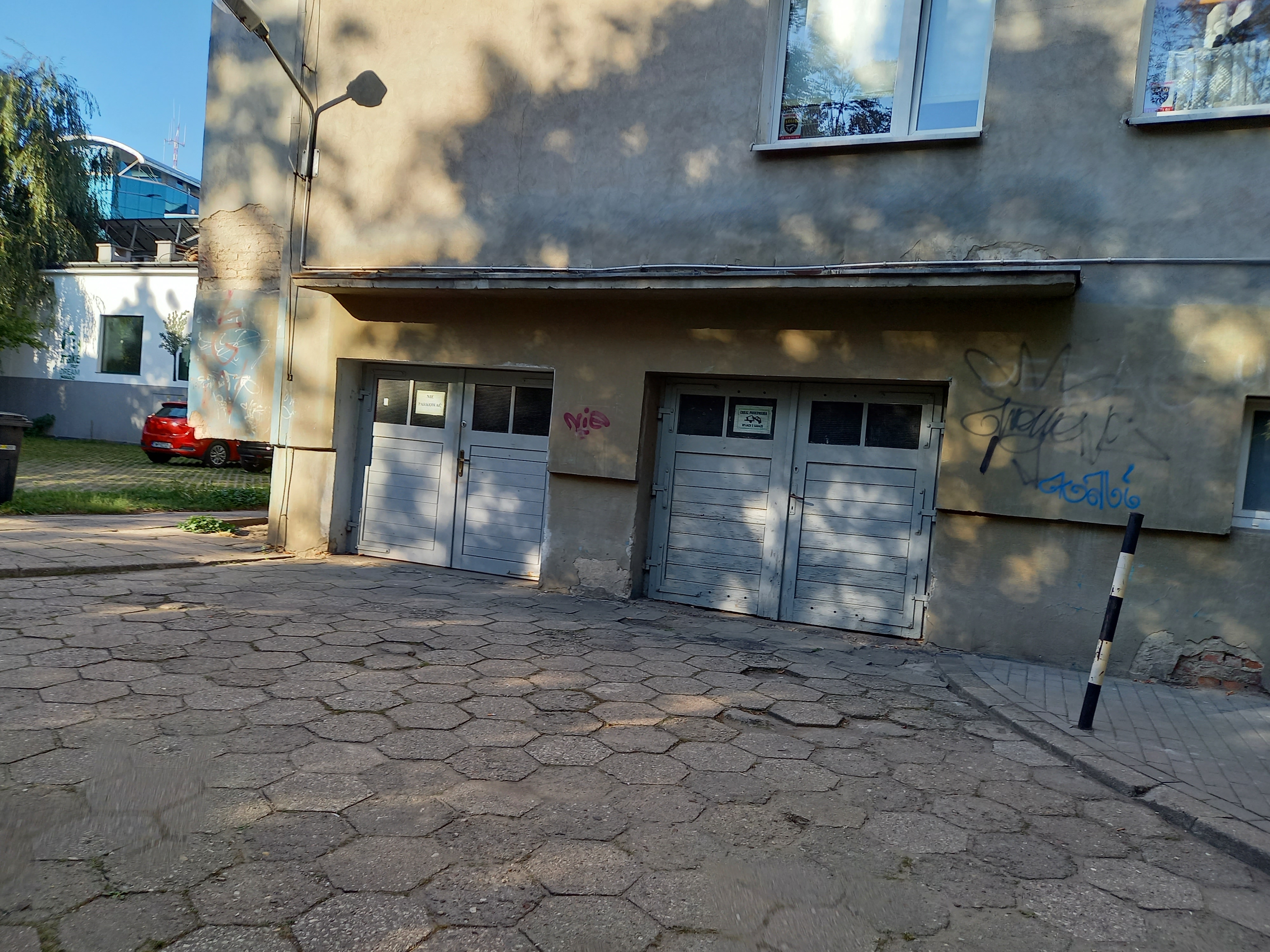
Budynek pod nrem 6, garaże wbudowane

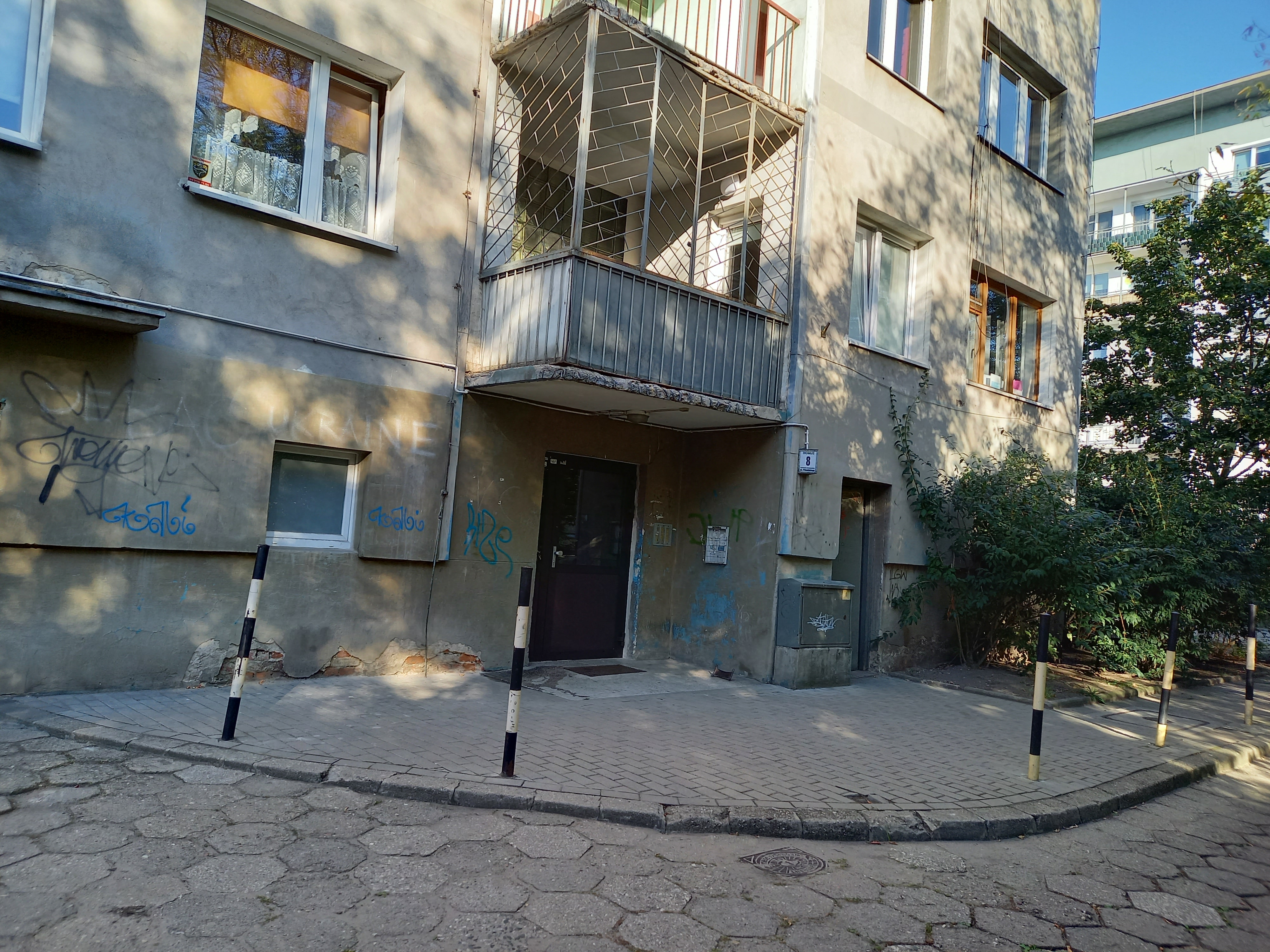
Budynek pod nrem 8, wejście

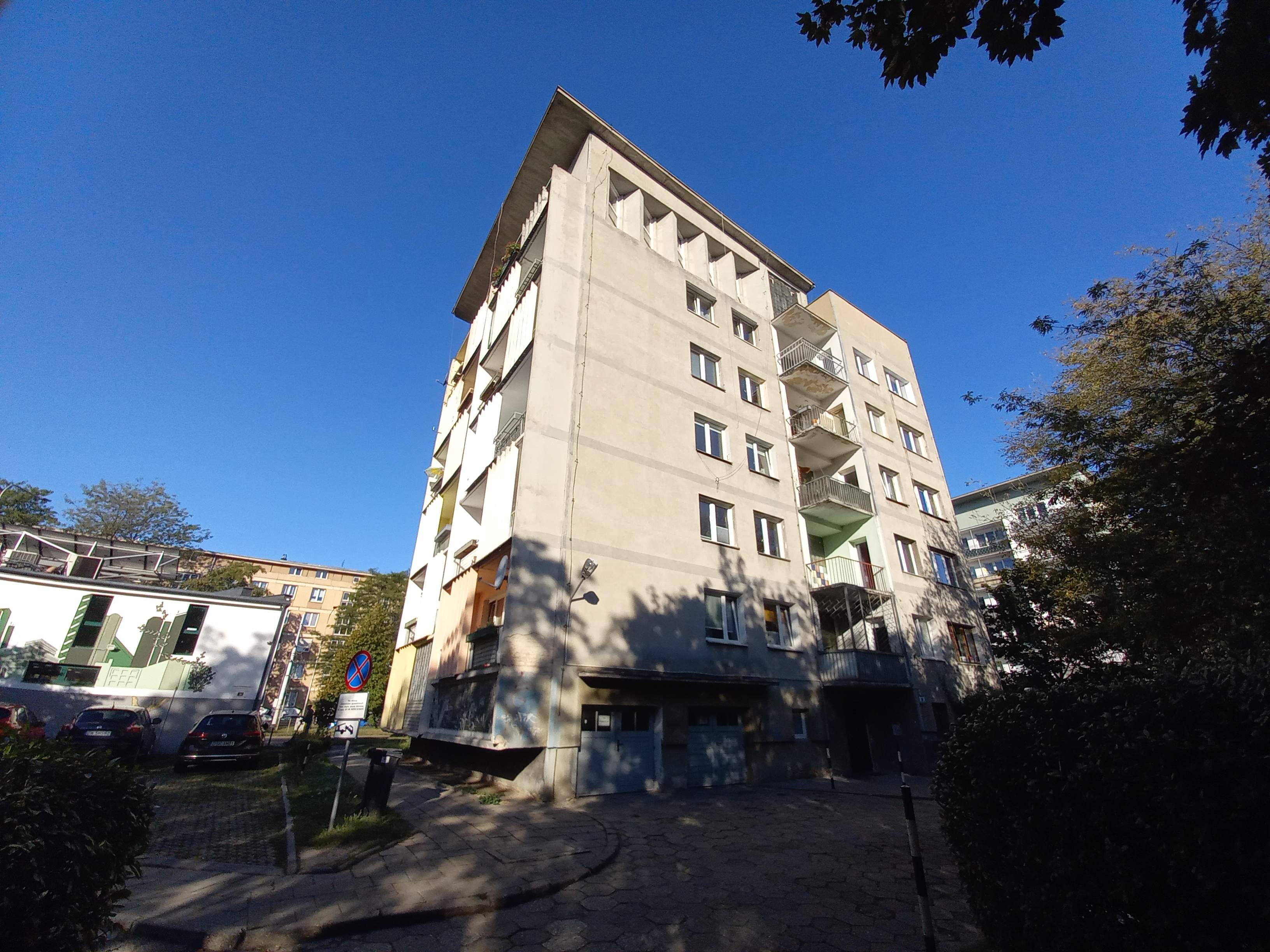
Budynek pod nrem 8, strona południowa i wschodnia

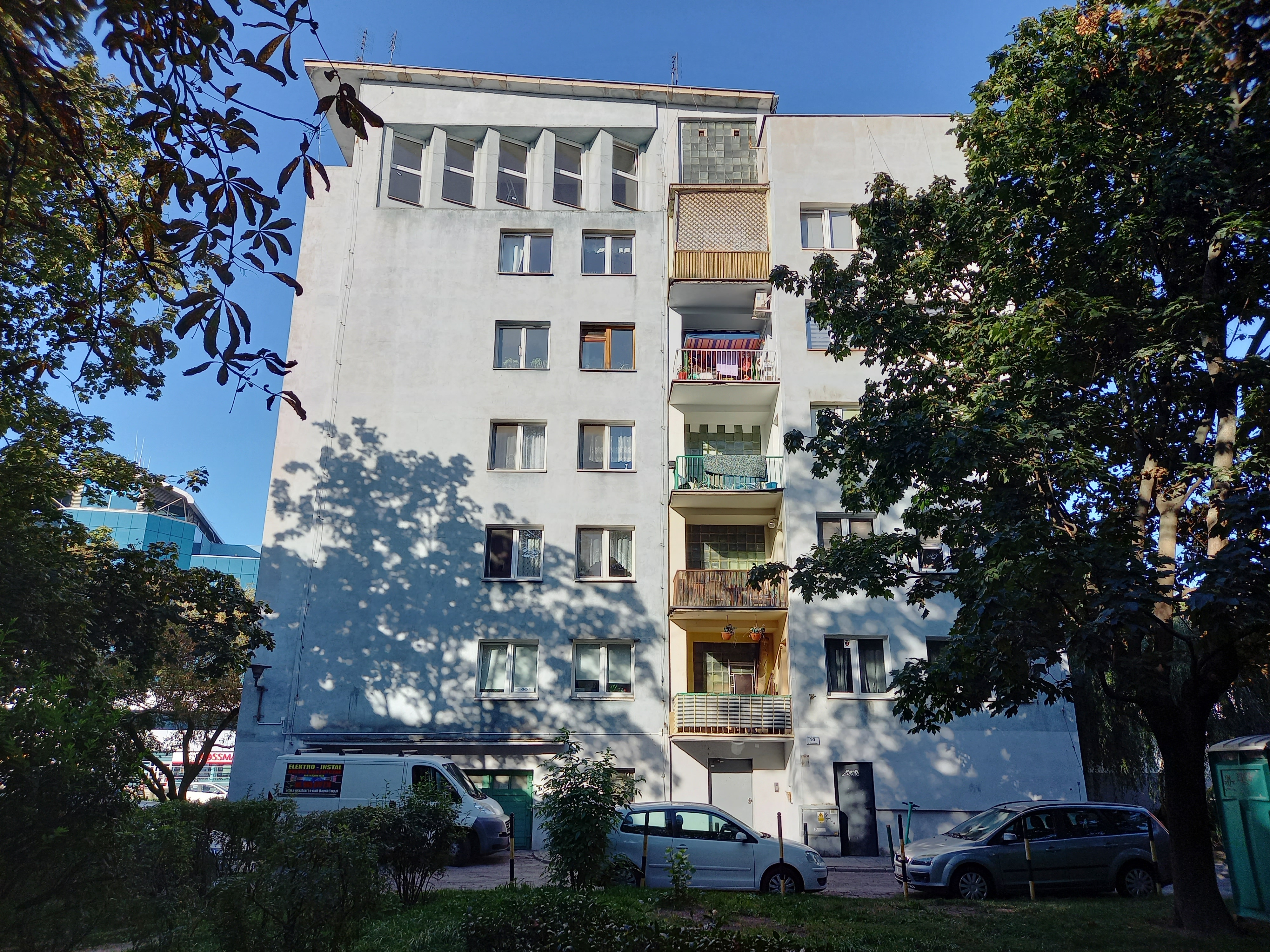
Budynek pod nrem 10, elewacja wschodnia

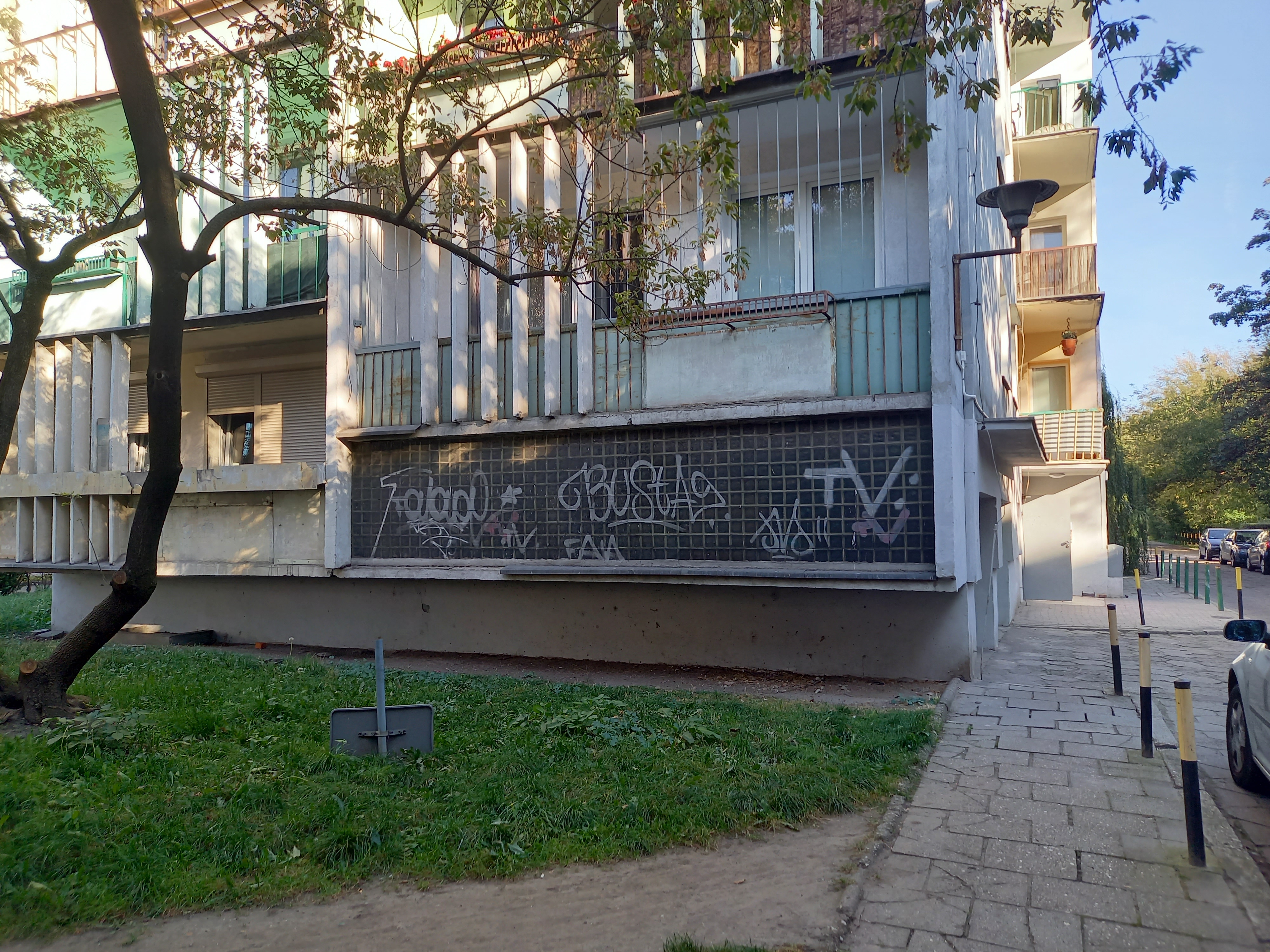
Budynek pod nrem 10, naświetle z luksferów

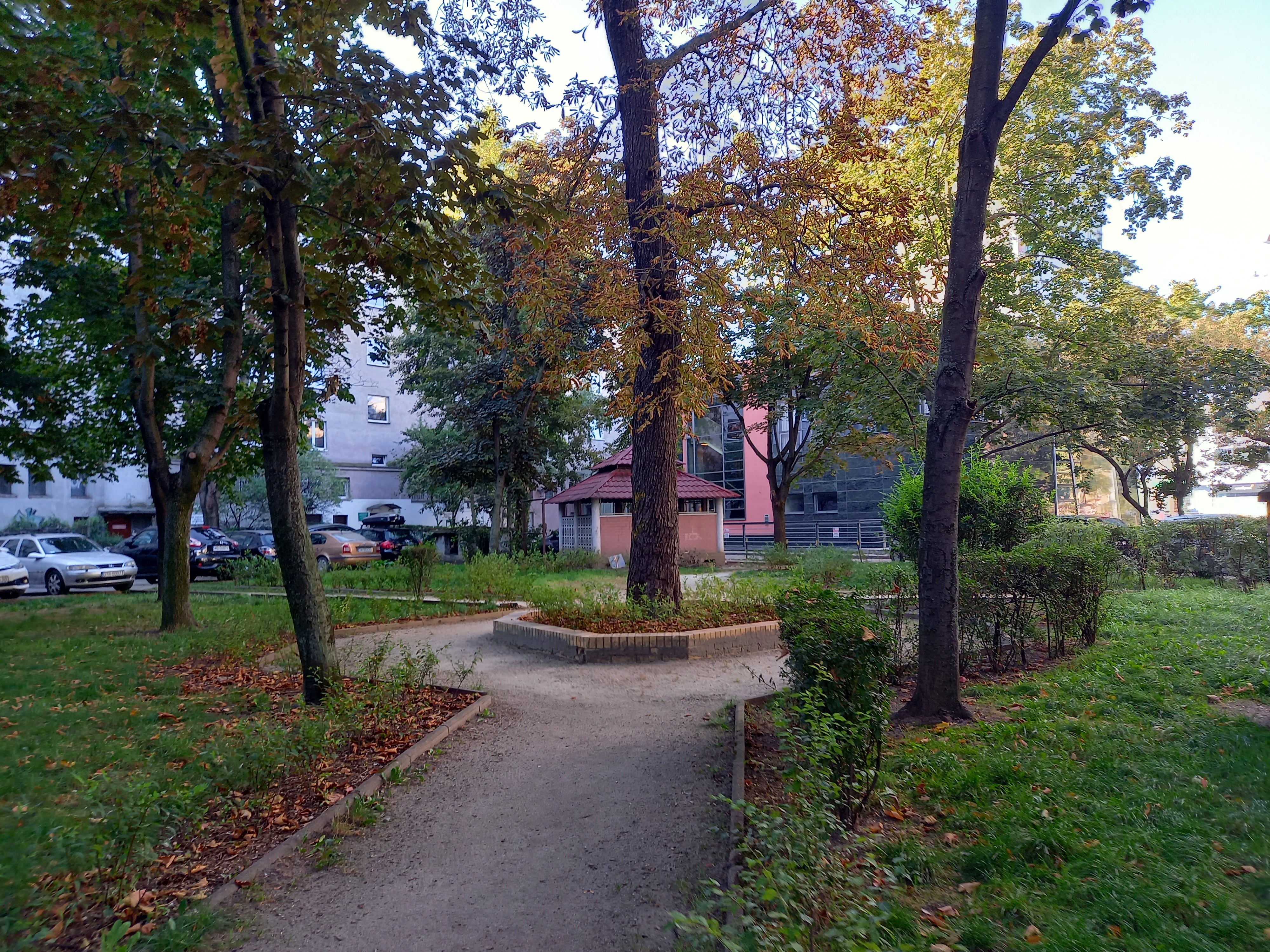
Zieleniec we wnętrzu międzyblokowym

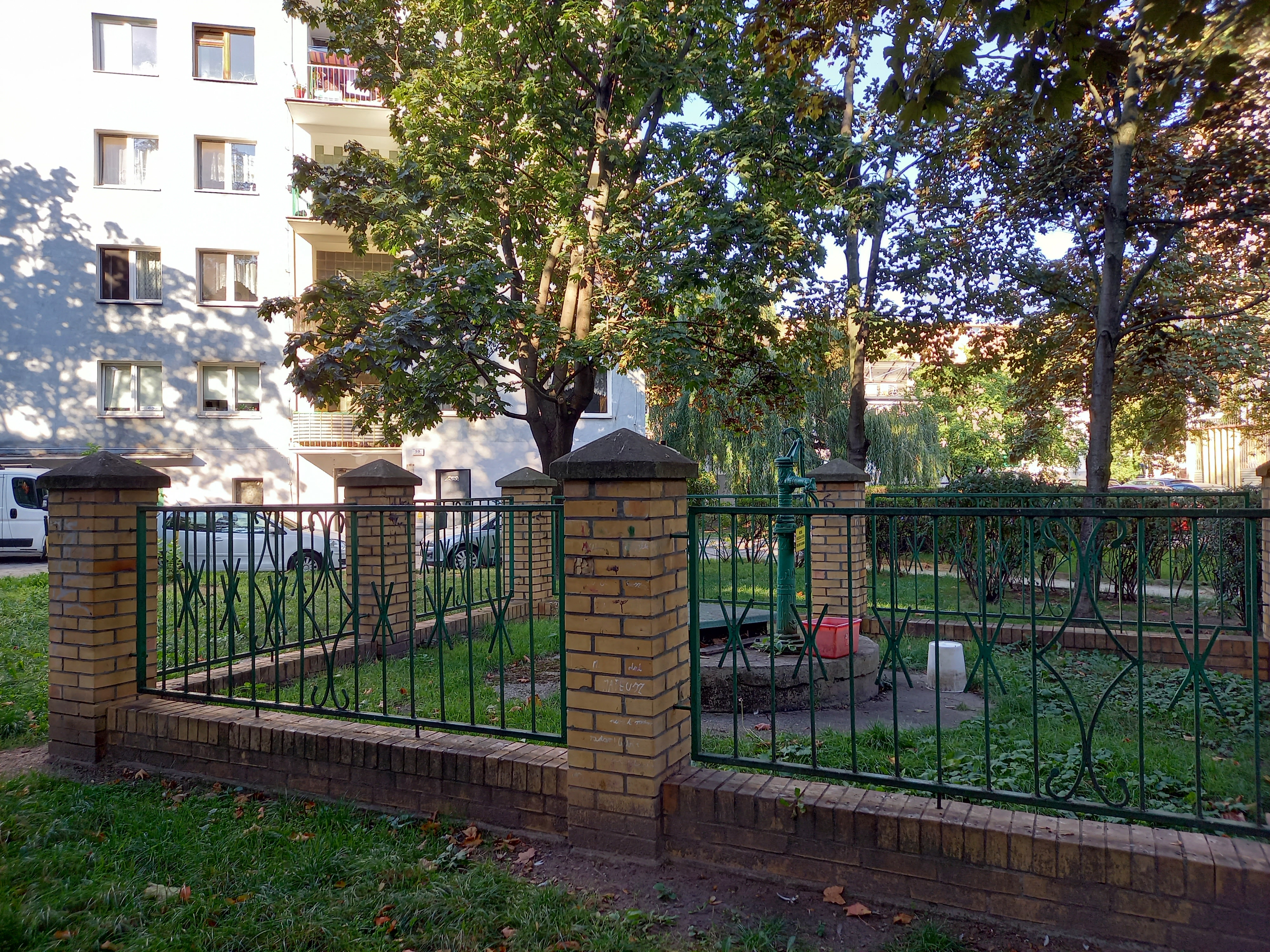
Zieleniec, zachowana studnia z pompą

Zespół budynków mieszkalno-usługowych przy ulicy marsz. Józefa Piłsudskiego 2-10 we Wrocławiu – zespół budynków położony we Wrocławiu przy ulicy marsz. Józefa Piłsudskiego pod numerami od 2 do 10 na osiedlu Przedmieście Świdnickie. Zespół ten obejmuje cztery mieszkalne budynki punktowe oraz cztery budynki handlowo-usługowe. Budynki te zostały zbudowane w ramach budowy osiedla mieszkaniowego plac PKWN (z wyłączeniem dwóch budynków handlowo-usługowych). Zespół zabudowy powstał w zakresie budynków mieszkalnych na przełomie lat 50. i 60. XX wieku (do 1961 r.), dwa budynki handlowo usługowe w latach 60. XX wieku, a dwa kolejne powstały dopiero w latach 90. XX wieku, ale w lokalizacjach przewidzianych przez pierwotny projekt. Budynki mieszkalne zaprojektował Konrad Jarodzki. Zespół ten wyróżnia się na tle innych obiektów zbudowanych w ramach wymienionego osiedla zarówno pod względem układu urbanistycznego, jak i architektury samych obiektów, w szczególności budynków mieszkalnych, których oceny są zdecydowanie pozytywne, wręcz wyrażane są opinie o ich awangardowości, a projekt został wykorzystany także w innych lokalizacjach. Były to pierwsze w mieście punktowce. Zostały one potocznie nazwane wówczas czworaczkami. Niedługo po ich wybudowaniu w 1961 r. wygrały plebiscyt Słowa Polskiego na Dom Wrocławia otrzymując wróżenie z tytułem Mister Wrocławia. Cały zespół zabudowy został ujęty w gminnej ewidencji zabytków.

## Położenie i otoczenie
Zespół zabudowy przy ulicy marsz. Józefa Piłsudskiego 2-10 położony jest na osiedlu Przedmieście Świdnickie we Wrocławiu, w dawnej dzielnicy Stare Miasto. Są to obszary zabudowy śródmiejskiej o charakterze wielkomiejskim wchodzące w skład wielofunkcyjnego centrum miasta. Omawiany teren leży w dzielnicy urbanistycznej Śródmieście, jednostce urbanistycznej Przedmieścia Świdnickiego i Oławskiego. Teren ten zaliczany jest do centralnego ośrodka usługowego miasta i pasma działalności gospodarczej, a pasmo wzdłuż ulicy Józefa Piłsudskiego i placu Legionów do ulic handlowych. Ulica marsz. Józefa Piłsudskiego przy której znajdują się budynki jest zaliczana do przestrzeni ogólnomiejskich. Stanowi ona wraz z innymi ulicami trzon komunikacyjny. Przebiegała nią niegdyś droga krajowa DK5. Jest ulicą zbiorczą, współtworząc korytarze drogowe. Wyznaczono ją także jako główny korytarz tramwajowy. Ulicą dzięki zbudowanym tu torowiskom tramwajowym poruszają się tramwaje w ramach wyznaczonych linii, jak również autobusy miejskie . W zakresie transportu zbiorowego pobliski plac Legionów ze skrzyżowaniem ulic: marsz. Józefa Piłsudskiego, Grabiszyńska i Sądowa oraz równie niedaleki plac Orląt Lwowskich ze skrzyżowaniem ulic marsz. Józefa Piłsudskiego, Podwale i Tęczowej tworzą centralne węzły transportowe z komunikacją autobusową i tramwajową , a wraz położonym przy tym drugim węźle Dworcem Świebodzkim także węzeł miejsko-aglomeracyjny. Teren osiedla, na którym położony jest zespół zabudowy klasyfikowany, jest według stanu na grudzień 2021 r. jako obszar o wyjątkowo korzystnym dostępie do infrastruktury komunikacyjnej miasta.
Zespół położony jest w kwartale zabudowy otoczonej ulicami: marsz. Józefa Piłsudskiego, Podwale, Sądowa oraz placem Legionów. Leży po wschodniej stronie ulicy marsz. Józefa Piłsudskiego, w środkowej części tego odcinka ulicy, a w zachodniej części wymienionego kwartału zabudowy. We wskazanym kwartale na północ od budynków przy ulicy Podwale 27-28 i Sądowej 2 znajdują się dawne koszary grenadierów, budynek Okręgowej Rady Adwokackiej przy ulicy Sądowej 4, a po wschodniej stronie żłobek nr 8 przy ulicy Sądowej 6 (pierwotnie przedszkole), przychodnia przy ulicy Sądowej 8, budynki mieszkalno-usługowe zbudowane również w ramach osiedla mieszkaniowego Plac PKWN przy ulicy Sądowej 10, 12, 14 oraz placu Legionów: 15, 16, 17 i budynek biurowo-usługowy przy ulicy Józefa Piłsudskiego 12 (powstały później w miejscu zburzonego budynku poczty) .

## Historia

### Do 1945 r.
Historia terenu, na którym później powstał zespół tej zabudowy, to historia dawnego Przedmieścia Świdnickiego (Schweidnitzer Vorstadt) i południowo-wschodniego fragmentu Przedmieścia Mikołajskiego (Nikolai Vorstadt). W tym miejscu należy jedynie wspomnieć, że na omawianym terenie istniały częściowo fortyfikacje miejskie, a częściowo przedpole tych umocnień. Obszar został włączony do miasta w 1808 r. po rozebraniu fortyfikacji miejskich w 1807 r. Nastąpił wówczas intensywny rozwój i zabudowa tych terenów, także powiązana z powstaniem i rozwojem kolei, w tym budowa stacji i dworca Wrocław Świebodzki w latach 1868–1874. Teren zaś zajęty został na potrzeby koszar leżących po północnej stronie. Z czasem sam teren zagospodarowany został przede wszystkim wielkomiejską, kwartałową zabudową kamienicową w zwartym układzie pierzejowym. Nie istniała jednak wówczas ulica na śladzie dzisiejszej ulicy marsz. Józefa Piłsudskiego, a sam teren przecięty był nieistniejącym odcinkiem ulicy Świebodzkiej (Freiburgerstraße), również obustronnie zabudowany kamienicami.
W wyniku działań wojennych prowadzonych w czasie II wojny światowej podczas oblężenia Wrocławia w 1945 r., kiedy to Wrocław został ogłoszony twierdzą, wspominana wyżej zabudowa uległa niemal całkowitemu zniszczeniu. Po wojnie stopniowo teren ten odgruzowano. Powstały w ten sposób wolne przestrzenie, które umożliwiały kreację nowego centrum miasta, z uwzględnieniem zmian zarówno w zakresie ulic oraz transportu, jak i zabudowy uwzględniającej nowe tendencje oraz rozwiązania architektoniczno-urbanistyczne, a także nowe funkcje niezbędne w dużym ośrodku miejskim .

### Okres projektowania i realizacji
Projekt całego zadania, jakim była budowa osiedla Plac PKWN jako całości zespołu zabudowy, powstał jeszcze w końcowym okresie socrealizmu w 1955 r. (1954 r. ). Wydarzenia historyczne tamtego okresu sprawiły jednak, że już na przełomie 1955 i 1956 roku nastąpiła krytyka tego nurtu. Dało to możliwość i impuls dla zwrotu w stronę nowoczesności i modernizmu. Podstawą jego założeń było zapewnienie mieszkańcom słońca, świeżego powietrza i zieleni, a także stosowanie swobodnej kompozycji urbanistycznej. Takie nowe podejście i zasady szczególnie mocno ujawniły się pośród młodych architektów, którzy rozpoczęli wówczas pracę w biurach projektów, a byli pierwszym pokoleniem wykształconym już we Wrocławiu . Istotnym było także dążenie do stworzenia nowego centrum miasta .
Jak wyżej wymieniono projekt osiedla Plac PKWN został opracowany w 1955 r. (1954 r. ) w ramach odbudowy centrum miasta . Powstał w Miastoprojekcie Wrocław , w zespole architektów. Jego pracami kierował Kazimierz Bieńkowski . Jednym z elementów tego projektu osiedla był projekt zespołu budynków mieszkalnych i usługowych, projekt budowy nowego odcinka ulicy marsz. Józefa Piłsudskiego (ówcześnie ulicy gen. Karola Świerczewskiego)  oraz powiązane z tym zamierzenie likwidacji odcinka ulicy Świebodzkiej powodujące zmianę układu komunikacyjnego w tym rejonie miasta . Budowa całego osiedla zakończyła się w latach 1971–1972 wraz z oddaniem do użytkowania ostatniego z budynków – wieżowca Lotos.
Dla samego zespołu mieszkalnych punktowców przy ulicy Józefa Piłsudskiego 4-10 projekt wstępny powstał w 1958 r., a projekty realizacyjne w 1959 r. Ich projektantem był Konrad Jarodzki   . Realizacja punktowców nastąpiła do 1961 r. (1960 r.). Tak samo do 1961 r. zbudowano nowy odcinek ulicy przy której są położne wymienione budynki.
Pawilon przy ulicy Józefa Piłsudskiego 2 projektowała Mirosława Gładysiewicz. Projekt został opracowany w 1967 r., a realizacja miała miejsce w latach 1967–1970 (konstrukcja B. Śpiewak; neon Spółdzielni Turystyczno-Wypoczynkowej „Gromada” z 1973 r. Ryszard Woźniak; wnętrza 1974 r. – Kazimierz Myśliwski, Helena Szubert). Również budowa drugiego z ówcześnie powstałych pawilonów pod numerem 6a rozpoczęła się pod koniec lat 60. XX wieku – w 1969 r. – ale oddanie do użytkowania miało miejsce w następnym dziesięcioleciu – w 1971 r. Powstał tu sklep PSS Społem.

### Realizacje późniejsze
Późniejsze realizacje w obrębie zespołu zabudowy obejmowały dwa nowe pawilony handlowo-usługowe. Pierwszym był to pawilon nr 4a, zbudowany przy ulicy Józefa Piłsudskiego 4a. Realizacja obiektu miała miejsce w latach 1998–1999, a jego projektantem był Krystian Hauza. Drugim był pawilon nr 8a, zbudowany przy ulicy Józefa Piłsudskiego 8a. Jego realizacja również miała miejsce latach 1998–1999. Projektantem tego obiektu był Andrzej Łukaszewicz. Oba dobudowane w zespole zabudowy pawilony zostały zlokalizowane w miejscach przewidzianych już na pierwotnym etapie projektowania tego zespołu zabudowy, jaki miał miejsce w latach 50. XX wieku. Zachowano przy tym podobne proporcje, kompozycje fasady i kolorystykę, jak wcześniej zbudowanych pawilonów handlowo-usługowych.

## Kompozycja i zagospodarowanie terenu
Kompozycja układu zabudowy dla tego zespołu znacząco odbiega i wyróżnia się na tle całego osiedla mieszkaniowego. W pozostałej jego części dominuje zabudowa wieloklatkowymi blokami liniowymi  , natomiast w tym zespole zabudowy powstały po raz pierwszy we Wrocławiu budynki punktowe. Zastosowano tu układ rozluźnionej zabudowy    naprzemiennie rozlokowanych, punktowych, wyższych budynków mieszkalnych oraz punktowych, niższych pawilonów handlowo-usługowych, tworzący specyficzny rytm przestrzenny, bardzo charakterystyczny dla powojennej urbanistyki modernistycznej. Rozmieszczenie tych budynków zostało dobrane pod względem kompozycyjnym na zasadzie kontrastu. Budynki mieszkalne są cofnięte w głąb kwartału względem linii zabudowy pawilonów. W ten sposób ukształtowana pierzeja wschodnia tego odcinka ulicy Józefa Piłsudskiego stała się znacznie bardziej urozmaicona oraz efektowna dzięki wprowadzeniu w niej światłocienia, szczególnie w stosunku do przeciwległej pierzei zachodniej opartej na typowym rozwiązaniu dwóch wieloklatkowych budynków liniowych położonych wzdłuż ulicy. Takie uskokowe położenie zabudowy z cofnięciem budynków mieszkalnych umożliwiło także wprowadzenie zieleni izolującej od drogi o dużym natężeniu ruchu . Tak ukształtowany zespół budynków przerwał tradycyjną, pierzejową zabudowę ulicy Józefa Piłsudskiego . Teren tej zabudowy wraz z zielenią i innym zagospodarowaniem terenu zajmuje obszar około 1,2 ha (działka gruntu otaczająca budynki, z wyłączeniem działek zabudowanych po obrysie budynków lub z niewielkim terenem przyległym, wchodzących w skład zespołu zabudowy, ma powierzchnię 8 062 m² / 8 192 m²), która stanowi własność Gminy Wrocław.

## Architektura i aspekty budowlane

### Punktowce

#### Wprowadzenie do architektury punktowców
Architekturę budynków mieszkalnych określa się jednoznacznie jako modernistyczną z abstrakcyjnym detalem. Są to cztery powtarzalne budynki punktowe. W budynku pod numerem 8 zbudowano schron z wyprowadzonym na trawnik w podwórzu szybem stanowiącym element wentylacji. Powierzchnie zabudowy budynków wynoszą odpowiednio: nr 4 –  255 m², nr 6 –  249 m², nr 8 –  253 m², nr 10 –  255 m², zaś powierzchnia użytkowa pojedynczego budynku wynosi  961,8 m², a kubatura  5 132 m3. Każdy z wymienionych budynków posiada sześć kondygnacji nadziemnych . Są to budynki częściowo podpiwniczone.

#### Bryła i elewacje punktowców
Bryłę budynku określa się jako prostą , ale rozczłonkowaną, opartą na zestawieniu sześcianu i prostopadłościanu. Rzut prostokątny na płaszczyznę terenu tak ukształtowanej bryły zbliżony jest to litery „T”. Poszczególne elewacje budynku są względem siebie zróżnicowane. I tak kompozycja elewacji zachodniej oparty jest na pięciu osiach, z których dwie wyznaczone są przez linię dwudzielnych okien, a trzy przez drzwi balkonowe prowadzące na balkony umieszczone w wysuniętym ryzalicie. Ciekawym i charakterystycznym elementem urozmaicenia elewacji są pionowe, ażurowe osłony  – żebrowania  . Zostały one rozmieszczone w układzie naprzemiennym na poszczególnych kondygnacjach. Elewacja przeciwna, wschodnia, również ma pięć osi kompozycyjnych i jest asymetryczna. Środkowa oś wyróżniona jest wejściem do budynku w poziomie terenu, nad którym umieszczone są balkony, a nad ostatnim balkonem wykonano wysunięty daszek. To właśnie z tej strony budynku umieszczony jest również charakterystyczny element wynikający z lokalizacji na poddaszu pracowni artystycznej czy też architektonicznej, w której wykonano pięć wysokich   , na całą wysokość kondygnacji , indywidualnie projektowanych, harmonijkowych okien (tzn. ustawionych ukośnie względem lica ściany , grzebieniowo ). Przy tej części obiektu nad poddaszem wykonany jest także charakterystycznie wysunięty za lico ściany zewnętrznej daszek . Z tej strony budynku na poziomie poddasza znajdują się także przeszklenia z luksferów. W przyziemiu urządzono także dwa garaże i pomieszczenie śmietnika ze zsypem. Elewacja południowa jest czteroosiowa. Obramowana jest wysuniętym przed lico ściany oraz nadwieszonym nad ziemią otokiem, z balkonami w dwóch pionach o przesuniętych względem siebie położeniach w poziomie o połowę wysokości kondygnacji, adekwatnie do poziomów poszczególnych mieszkań. Najwyżej położony balkon ma połowę osłony. Na tych balkonach również zamontowano charakterystyczne betonowe osłony ażurowe, także w naprzemiennym układzie. W przyziemiu umieszczono doświetlenie garaży z luksferów. Północna elewacja jest dwuosiowa o symetrycznym układzie. Znajdują się tu dwa rzędu dwudzielnych okien rozmieszczonych również z przesunięciem w pionie względem siebie, zgodnie z położeniem mieszkań na różnym poziomie.
Opisane wyżej specyficzne elementy budynku mają swoje praktyczne konotacje. Żebrowania zamontowane przy balkonach dają mieszkańcom ocienienie oraz nadają lekkości całej architekturze obiektu. Ma to swoje znaczenie biorąc pod uwagę, iż balkony jak wyżej opisano są obudowane ze wszystkich stron z wyjątkiem frontu, na który są otwarte. Daje to wrażenie przestrzeni wzorowanych na loggiach   .
Elewacje zostały wykonane z betonu zacieranego na gładko. Użyty beton był barwiony w masie w dwóch kolorach: błękitnym i jasnozielonym. W obrębie elewacji oprócz okien umieszczono także doświetlenia z luksferów. Balustrady wykonano z płaskowników stalowych. Dodatkowo od strony południowej i zachodniej zastosowano oprócz metalowych płaskowników także płyty ze szkła zbrojonego w zamkach metalowych, ażurowe skrzynki na kwiaty oraz wyżej wspomniane, charakterystyczne przesłony ażurowe ustawione na płytach balkonów, wykonane z żelbetu o przekroju prostokątnym. Wymiar w przekroju pojedynczego żebra wynosi 40 × 200 mm.

#### Wnętrze punktowców
W budynku umieszczono trzon komunikacyjny, z klatką schodową, zlokalizowany w centralnej jego części. Do komunikacji pionowej zbudowano schody dwubiegowe z wyjątkiem poddasza, gdzie znajdują się schody jednobiegowe. Przy klatce schodowej we wschodniej części obiektu wydzielono pomieszczenie zsypu oddzielone od balkonu ścianka z luksferów. Pięć kondygnacji budynku ma układ powtarzalny. Mieszkania po dwa rozmieszczone są na różnych poziomach, przesuniętych o pół wysokości kondygnacji . Zaprojektowano na jednym piętrze trzy mieszkania dwupokojowe o powierzchniach odpowiednio: 47,53 m² (dwa mieszkania) i 48,50 m² (jedno mieszkanie); oraz jedno mieszkanie jednopokojowe o powierzchni 39,10 m². Mieszkania mają widne kuchnie, małe łazienki bez okien, a także przewidziane miejsca na szafy wbudowane. Inny układ ma ostatnia kondygnacja. Znajduje się tu dwupokojowe mieszkanie o powierzchni 48,50 m² oraz wspomniana wyżej pracownia artystyczna o powierzchni 49,00 m², wyposażona we własny węzeł sanitarny. Na poddaszu zlokalizowano także pomieszczenie suszarni. Pozostała jego część jest niska i nieużytkowa. Podpiwniczenie budynku znajduje się w północnej części obiektu. Zagospodarowano je na pomieszczenia techniczne, między innymi hydrowęzeł, oraz komórki lokatorskie. Na poziomie gruntu znajdują się: wejście do budynku, dwa garaże, pomieszczenie na wózki, pomieszczenie śmietnika ze zsypem, oraz komórki lokatorskie.
Z elementów wykończenia wnętrz można wymienić posadzkę klatek schodowych – terazzo, prefabrykowane schody z lastriko, balustrady wykonane z metalowych płaskowników i kątowników z pochwytem PVC. W piwnicy posadzkę wykonano jako betonową, w pomieszczeniach użytkowych i garażach dodatkowo ze szlichtą cementową.

#### Aspekty budowlane punktowców
Konstrukcja budynku wykonana jest jago żelbetowa. Fundamenty budynku wykonano jako żelbetowe, wylewane na mokro, a nośne ściany fundamentowe wylewane w szalowaniu przestrzennym z betonu jednofrakcyjnego. Ściany kondygnacji nadziemnych wykonane zostały przy pomocy szalowań rusztowych z kątówek stalowych, deskowanych dylami gipsowymi. Do wykonania stropów zastosowano żelbetowe płyty prefabrykowane. Stropodach został pokryty papą na lepiku. Izolację termiczną wykonano z płyty bytomskiej i waty żużlowej. W budynkach wykonano następujące instalacje: wodociągową, kanalizacyjną, centralnego ogrzewania, elektryczną. W przeciwieństwie do innych budynków całego osiedla Plac PKWN, układ konstrukcji budynków punktowych uwolnił część ścian od funkcji nośnej. Miało to fundamentalne znaczenie dla swobodnego kształtowania obiektu i jego elewacji.

#### Stan obiektów i późniejsze zmiany budynków punktowych
Stan zachowania budynków jest zróżnicowany. Pośród zmian w mieszkalnych budynkach punktowym można wymienić adaptację pomieszczeń pracowni artystycznych na pomieszczenia mieszkalne włączone do sąsiednich lokali . Dotyczy to także niektórych pomieszczeń gospodarczych. Ponadto pośród widocznych zmian są te dotyczące przebicia w ścianach zewnętrznych nowych otworów i wstawienie w nich okien oraz odmalowanie niektórych elewacji. W budynku pod numerem 4 dokonano zmiany sposobu użytkowania jednego z mieszkań. Zostało ono adaptowane na lokal usługowy z dodatkowym wejściem od strony ulicy. Inną bardzo znaczącą ingerencją w architekturę obiektów był demontaż osłon balkonowych w budynkach pod numerami 4 i 6.

### Budynki handlowo-usługowe

#### Pawilon nr 2
Pawilon ten jest budynkiem dwukondygnacyjnym, częściowo podpiwniczonym, ukształtowanym na planie prostokąta. Bryłę budynku określa się jako zwartą. Przykrywa ją dach płaski z lekkim spadkiem w kierunku wschodnim. Fasada budynku, która stanowi zachodnią jego elewację, jest symetryczna, artykułowana dwoma poziomymi pasami dużych okien o formacie pionowym, rozdzielonymi wąskim pasem murowanym. Na niskim cokole wykonano elewację z otoczaków. Nad fasadami pas gładkiego muru. Nad nim ponad dachem umieszczony jest neon „Gromada” oraz przestrzenna forma globusa z takim samym napisem. Wschodnia elewacja jest dziesięcioosiowa. Zamontowano tu na obu kondygnacjach okna jednoskrzydłowe. Na elewacji bocznej północnej znajdują się dodatkowe drzwi do klatki schodowej, nad którymi wykonano daszek, a wyżej nad nim parę pojedynczych okien. Natomiast na elewacji południowej wykonano dwie pary pojedynczych okien.
Pierwotnie na parterze znajdowało się jedno duże pomieszczenie z dostępem od strony ulicy poprzez wejście położone po lewej stronie fasady. Klatka schodowa umożliwiała komunikację z piętrem zagospodarowanym na biura z podziałem na jedną dużą salę i cztery mniejsze pokoje. Tu wykonano posadzkę z klepki dębowej. W późniejszym czasie dokonano zmian polegających na podziale sali na parterze na dwa pomieszczenia, przy czym w fasadzie, symetrycznie do istniejącego wejścia, wykonano także wejście po prawej stronie do wyodrębnionego lokalu. Zamurowano także przejście do klatki schodowej. Posadzki parteru wykonane są z płytek granitowych. Piwnica po stronie wschodniej budynku mieści trzy pomieszczenia magazynowe. Posadzki piwnic są betonowe.
Konstrukcja budynku obejmuje fundamenty i ściany piwnic wykonane ze żwirobetonu oraz murowane z cegły ściany wyższych kondygnacji. Strop nad piwnicą i częścią biurową parteru wykonano został w postaci belek DZ-3 z wypełnieniem przestrzeni żużlem z wapnem. Stropodach został oparty częściowo na podciągach i słupach żelbetowych, a częściowo na ścianach murowanych. Pokryty został papą pod którą wykonano ocieplenie z wełny żużlowej. Schody wykonano jako żelbetowe.
Powierzchnia zabudowy budynku wynosi  188 m², powierzchnia użytkowa budynku wynosi  299,1 m², a kubatura  1 396,9 m3. Położony jest na działce ewidencyjnej o powierzchni  334 m² (338 m²).

#### Pawilon nr 4a
Pawilon 4a jest budynkiem dwukondygnacyjnym, podpiwniczonym, również ukształtowanym na planie prostokąta. Bryłę budynku określa się jako zwartą. Przykrywa ją dach płaski. Fasada obiektu jest wyraźnie podzielona w układzie horyzontalnym. Parter cechuje się dużymi przeszkleniami z asymetrycznie umiejscowionym wejściem z chodnika. Piętro zaś po tej stronie budynku nie ma okien. Ukształtowano tu jedynie dwa szklane akcenty w postaci wykuszy. Jeden z nich umiejscowiony jest nad wejściem a drugi na przeciwnym, południowym narożniku budynku. Takie umiejscowienie stanowi wyraźny kontrast w stosunku do narożnika północnego, który został zaokrąglony i jest bezokienny. Tylna elewacja wschodnia ma okna jedynie na poziomie piętra. Jest to pięć prostokątnych okien. Na elewacjach bocznych (północnej i południowej) nie ma okien. Jedynie cokół został zaakcentowany pasami odpowiednio dobranego tynku zewnętrznego. Elewacje wykończone są tynkiem w kolorach bladożółtym i niebieskim. Tylko cokół po stronie fasady oblicowano płytkami gresowymi o barwie niebieskiej.
We wnętrzu budynku na parterze znajduje się jednoprzestrzenna sala, ze słupami, oraz zaplecze sanitarne. Na piętro przeznaczone na biura prowadzą schody. Są wyłożone płytkami gres. Balustrady metalowe z elementów o przekroju okrągłym mają wypełnienie siatką. Znajduje się tu jeden gabinet i sala typu open space. W tych pomieszczeniach na podłodze ułożono wykładzinę. W piwnicach urządzono pomieszczenia magazynowe. Tu wykonano posadzkę betonową.
Konstrukcje budynku oparto na betonowych fundamentach, szkielecie żelbetowym i murowanych ścianach z cegły. Stropy wykonano z żelbetu. Częściowo oparte są także na słupach. Także schody wykonano przy pomocy żelbetu. Stropodach kryty jest papą.
Powierzchnia zabudowy budynku wynosi  115 m², powierzchnia użytkowa budynku wynosi  305 m², a kubatura około  1 300 m3. Położony jest na działce ewidencyjnej o powierzchni  161 m² (162 m²).

#### Pawilon nr 6a
Budynek handlowy pod numerem 6a ma jedną kondygnację nadziemną i jedną podziemną. Podobnie jak poprzednie pawilony również i w tym przypadku w rzucie prostokątnym na płaszczyznę terenu ma kształt prostokątnym. Bryła budynku jest zwarta, przykryta dachem płaskim. Fasada budynku ma układ horyzontalny. Na około 3/4 długości wykonano przeszkloną witrynę ze ślusarką metalową, zaś 1/4 długości zajmuje wysunięty przed lico tej ściany przedsionek z wejściem dla klientów do sklepu. Witryna typu tzw. „akwarium” ujęta jest w betonowe obramowanie umożliwiające wysuniecie jej przed lico jako nadwieszenie nad chodnikiem. Całość zwieńczona została łamanym daszkiem. Pozostałe elewacje niemal bezokienne. Wyjątkiem są trzy niewielkie okna po stronie północnej doświetlające zaplecze. W elewacji wschodniej od strony podwórza znajduje się wejście gospodarcze do zaplecza. Elewacje zostały wykończone typowym elementem ozdobnym w postaci otoczaków wciskanych w zaprawę oraz płytek w pasie cokołowym po stronie fasady. Niewielkie jej fragmenty w partii dolnej i górnej wykonano jako tynkowane o barwie jasnożółtej.
Wnętrze budynku to przede wszystkim jednoprzestrzenna sala sklepu. Wykonano w niej sufity podwieszane oraz posadzkę z płytek gres. Po stronie wschodniej wyodrębniono zaplecze gospodarcze i sanitarne. W piwnicach urządzono pomieszczenia magazynowe. Tutaj posadzka wykonana jest jako betonowa.
Fundamenty budynku wykonano z betonu. Konstrukcję określa się jako półszkieletową. Ściany na parterze zostały wykonane z cegły kratówki. Strop między piwnicą a parterem wykonano jako żelbetowy. Natomiast stropodach zbudowano z płyt prefabrykowanych, na których ułożono pokrycie z papy. Do komunikacji między piwnicą a parterem wykonano dwubiegowe schody w technologii żelbetowej, a także wyposażono budynek w windę towarową do transportu pionowego towarów pomiędzy kondygnacją podziemną a parterem.
Powierzchnia zabudowy budynku wynosi  140 m², powierzchnia użytkowa budynku wynosi  233,94 m², a kubatura  908,38 m3. Położony jest na działce ewidencyjnej o powierzchni  525 m² (537 m²).

#### Pawilon nr 8a
Budynek pod numerem 8a ma jedną dwie kondygnacje nadziemne i jedną podziemną. Ten pawilon podobnie jak poprzednie w rzucie prostokątnym na płaszczyznę terenu ma kształt prostokątnym. Bryła budynku jest zwarta, przykryta dachem płaskim. Fasada budynku została horyzontalnie podzielona na dwie różniące się części. Pierwsza z nich to przyziemie. Charakteryzuje się ono silnym przeszkleniem i asymetrycznie umieszczonym wejściem. Zamontowano tu bowiem pas dużych okien wykonanych w systemie stolarki PVC o barwie zielonej. Taki sam system stolarki i kolorystykę zastosowano do wykonania drzwi wejściowych. Cokół zaś obłożono zielonymi płytkami gres. Druga, odmienna część fasady obejmuje kondygnację piętra, które jest wysunięte przed lico parteru. Jest ona ukształtowania podobnie do pawilonu nr 4a, to znaczy nie ma okien, wykonano tu jedynie dwa szklane akcenty w postaci wykuszy, jeden z nich umiejscowiony jest nad wejściem, a drugi na przeciwnym, południowym narożniku budynku. Takie umiejscowienie stanowi wyraźny kontrast w stosunku do narożnika północnego, który został zaokrąglony i jest bezokienny. Pozostałą płaszczyznę elewacji obłożono bladozielonym laminatem. W elewacji wschodniej wykonano okna w nieregularnym układzie. Natomiast na elewacji północnej wykonano przeszklenie analogiczne jak na fasadzie. Inny charakter ma elewacja południowa. Jest ona do połowy osłonięta laminatem. Znajduje się tu tylko jedno okno. Pozostałe powierzchnie elewacji wykonano jako tynkowane.
We wnętrzu zarówno na parterem, jak i na pierwszym piętrze znajdują się odpowiednio: jedna sala biurowa typu „open space” oraz wydzielony gabinet. W tym obszarze posadzki wykończono płytkami gres. Dodatkowo na parterze wydzielono węzeł sanitarny. W przestrzeni parteru znajdują się słupy konstrukcyjne. Do komunikacji między kondygnacjami służy klatka schodowa. Na schodach ułożono płytki gres. Balustradę wykonano z rur stalowych, a jej wypełnienie z siatki metalowej. W kondygnacji podziemnej urządzono magazyny. Tutaj posadzki wykonano jako betonowe.
Fundamenty budynku wykonano jako betonowe, wylewane na mokro. Dalej konstrukcję stanowi szkielet żelbetowy i murowane ściany z cegły. Stropy wykonano z żelbetu. Częściowo oparte są także na słupach, również żelbetowych. Także schody wykonano przy pomocy żelbetu. Stropodach kryty jest papą
Powierzchnia zabudowy budynku wynosi  137 m², powierzchnia użytkowa budynku wynosi około  300 m², a kubatura około  1 250 m3. Położony jest na działce ewidencyjnej o powierzchni  161 m².

## Zieleń
Rozluźniona zabudowa budynków punktowych pozwoliła na wykreowanie wnętrz międzyblokowych, nie tylko z chodnikami i drogami wewnętrznymi, ale także z zielenią osiedlową oraz przestrzeniami zapewniającymi dostęp powietrza i słońca  , co było jednym z elementów mających stworzyć przyjazne środowisko do życia mieszkańców. Dalej w kierunku ulicy Sądowej we wnętrzu kwartału znajduje się niewielki skwer. Ten teren może być zagospodarowany włącznie na rekreację i obiekty do parkowania, przy czym co najmniej 30% jego powierzchni musi stanowić powierzchnię biologicznie czynną. Natomiast wzdłuż ulicy marsz. Józefa Piłsudskiego odcinkowo posadzone są szpalery drzew. Także cofnięcie zabudowy mieszkalnej względem linii zabudowy budynków handlowo-usługowych pozwoliło na pewną izolację od ruchliwej ulicy, cechującej się przekroczeniami hałasu i zanieczyszczeń pyłowych, oraz chodnika poprzez urządzenie tu trawników z nasadzeniem różnorodnej roślinności .

## Ochrona

### Ochrona obszaru i zespołu zabudowy
Obszar, na którym położone jest omawiany zespół zabudowy, podlega ochronie i jest wpisany do gminnej ewidencji zabytków pod pozycją Przedmieście Mikołajskie. Stanowi ono część Śródmieścia we Wrocławiu. Ochronie podlega przede wszystkim historyczny układ urbanistyczny Przedmieścia Mikołajskiego kształtowany w różnych okresach historycznych począwszy od początku XIX wieku do lat 70. XX wieku. Obszar ten obejmuje historyczny układ urbanistyczny przedmieścia w rejonie placów Św. Mikołaja, Jana Pawła II i Orląt Lwowskich oraz ulic Tęczowej i Grabiszyńskiej we Wrocławiu. Stan jego zachowania określa się na 4 – dobry / 5 – bardzo dobry.
Zabudowa ta leży także w obszarze tzw. dzielnicy mieszkaniowej Plac PKWN, która została uznana za dobro kultury współczesnej. Stanowi ona część tego dobra kultury współczesnej położonego w rejonie pl. Legionów oraz ulic: marsz. Józefa Piłsudzkiego, Tęczowej, Prostej, Iwana Pawłowa, Świętej Trójcy.
Teren ten leży także w granicach wyznaczonego obszaru zdegradowanego i obszaru rewitalizacji Przedmieścia Świdnickiego.

### Ochrona obiektów osiedla
Zespół budynków mieszkalno-usługowych – tzw. Punktowce, położony przy ulicy Józefa Piłsudskiego 4, 6, 8, 10, ujęty został w gminnej ewidencji zabytków i podlega w jej ramach ochronie. Zespół ten obejmuje następujące obiekty:
| obiekt, położenie                               | powstanie      | fotografia |
| ----------------------------------------------- | -------------- | ---------- |
| pawilon nr 2 ulica Józefa Piłsudskiego 2        | lata 1967–1970 |            |
| budynek mieszkalny ulica Józefa Piłsudskiego 4  | lata 1959–1961 |            |
| pawilon nr 4a ulica Józefa Piłsudskiego 4a      | lata 1998–1999 |            |
| budynek mieszkalny ulica Józefa Piłsudskiego 6  | lata 1959–1961 |            |
| pawilon nr 6a ulica Józefa Piłsudskiego 6a      | lata 1969–1971 |            |
| budynek mieszkalny ulica Józefa Piłsudskiego 8  | lata 1959–1961 |            |
| pawilon nr 8a ulica Józefa Piłsudskiego 8a      | lata 1998–1999 |            |
| budynek mieszkalny ulica Józefa Piłsudskiego 10 | lata 1959–1961 |            |

## Użytkownicy
Inwestorem w zakresie budynków mieszkalnych całego osiedla mieszkaniowego Plac PKWN była Dyrekcja Budowy Osiedli Robotniczych Wrocław-Miasto. Po przemianach ustrojowych w Polsce przełomu lat. 80. i 90. XX wieku budynki mieszkalne stały się współwłasnością Gminy Wrocław i osób fizycznych. Natomiast budynki handlowo-usługowe są własnością osób fizycznych (nr 2, 4a i 8a) lub gminy z ustanowionym użytkowaniem wieczystym (nr 6a).
Użytkownikami tych lokali byli lub są:
- pawilon przy ulicy Józefa Piłsudskiego 2: Spółdzielnia Turystyczno-Wypoczynkowa „Gromada”[144], przekształcona po przemianach ustrojowych w Polsce na Ogólnokrajową Spółdzielnię Turystyczną Gromada[145]
- pawilon przy ulicy Józefa Piłsudskiego 4a: bank oraz przedsiębiorstwo Colliers International od 1999 r.[146]
- pawilon przy ulicy Józefa Piłsudskiego 6a: PSS Społem[147], później Żabka[148]
- pawilon przy ulicy Józefa Piłsudskiego 8a: JOT-BE Nieruchomości od 1999 r.[79][149]

Natomiast teren poza działkami, na których posadowiona jest opisana zabudowa, należy do Gminy Wrocław.

## Oceny, znaczenie i odbiór
Omawiany zespół zabudowy ówcześnie zdecydowanie wyróżniał się pozytywnie, szczególnie w zestawieniu z pozostałą zabudową mieszkalną realizowanego osiedla, którego ogólna koncepcja powstała jeszcze w końcowych czasach socrealizmu i mimo późniejszych modyfikacji na fali zmian, nadal zachowującego wiele cech pochodzących z wcześniej obowiązujących doktryn . W tym kontraście pozytywnie zostały odebrane szczególnie budynki mieszkalne, które były pierwszymi we Wrocławiu budynkami punktowymi. Całość zespołu pozytywnie oddziaływała także swoją kompozycją odbiegającą od dominujących form liniowych, lecz tworzącą specyficzny rytm przestrzenny, stanowiący urozmaicenie dotychczasowych form oraz efektownie wykorzystujący światłocień .
Jeśli chodzi o mieszkalne punktowce projektu Konrada Jarodzkiego, to ich oceny są zdecydowanie pozytywne, wręcz wrażane są opinie o ich awangardowości, a projekt był wykorzystany także w innych lokalizacjach takich jak Osiedle pod Jaworami, czy w uproszczonej wersji przy ulicy Widok  . Zaraz po ich wybudowaniu w 1961 r. budynki te wygrały plebiscyt „Słowa Polskiego” na Dom Wrocławia otrzymując wróżenie z tytułem Mister Wrocławia  . Same budynki mieszkalne zostały potocznie nazwane czworaczkami   . W ówczesnych gazetach były opisywane jako „nowe jasne domy w ciekawych rozwiązaniach architektonicznych”.
Współczesne oceny wskazują, że jest to ważny i wartościowy element przestrzenny, co wynika z faktu, iż jest jednym z niewielu tak udanych powojennych rozwiązań urbanistycznych. Także na samą kompozycję zabudowy patrzy się z uznaniem, szczególnie za jej konsekwencję, harmonijność i racjonalność rozmieszczenia budynków mieszkalnych i pawilonów handlowo-usługowych zlokalizowanych w centrum miasta . Za atuty budynków mieszkalnych uznaje się także ich mniejszą skalę, szczególnie w porównaniu do budowanych wieżowców z wielkiej płyty oraz otaczającą je zieleń . Wykreowanie powyższych zalet przypisuje się wysokiej kulturze projektowania i myśleniu o przestrzeni miejskiej. Obiekty wchodzące w skład zespołu zabudowy usytuowanego w tym eksponowanym fragmencie miasta są rozpoznawalne i trwale wpisane w pejzaż wrocławskiej architektury.